# Gale Sondergaard
Edith Holm Sondergaard (15. veljače 1899. – 14. kolovoza 1985.), poznata pod umjetničkim imenom Gale Sondergaard, bila je američka filmska, kazališna i televizijska glumica, prva dobitnica Oscara za najbolju sporednu glumicu (1936. godine).

## Životopis
Sondergaard, koja je danskog podrijetla, rođena je u Minnesoti, gdje je, nakon studija dramske umjetnosti, počela glumačku karijeru u kazalištu. Pridružila se putujućoj glumačkoj družini koja je širom SAD-a izvodila djela Williama Shakespearea. 
Godine 1930., nakon udaje za drugog supruga, redatelja Herberta Bibermana, preselila je u Hollywood. Njen filmski debi, 1936. godine u filmu Anthony Adverse, donio joj je Oscara za najbolju sporednu žensku ulogu, prve godine kada se ta nagrada počela dodjeljivati. U narednih trinaest godina ostvarila je gotovo četrdeset filmskih uloga, do trenutka kada je njen suprug optužen za komunizam u jeku makartističke histerije. Sa suprugom je preselila u New York, gdje je nastavila glumiti u kazalištu. 
Na filmu se Gale Sondergaard ponovo pojavila tek 1969. godine. Tijekom 1970-ih i početkom 1980-ih ostvarila je veći broj uloga, uglavnom u tv-serijama. Godine 1985., dvije godine nakon umirovljenja, umrla je u Los Angelesu.

## Vanjske poveznice
- Gale Sondergaard u internetskoj bazi filmova IMDb-u (engl.)